# Canton de Nyons
Le canton de Nyons est une ancienne division administrative française située dans le département de la Drôme, en région Rhône-Alpes, dans l'arrondissement de Nyons.
À la suite du nouveau découpage territorial du département de la Drôme entré en vigueur à l'occasion des élections départementales de mars 2015, il se retrouve rattaché au canton de Nyons et Baronnies et fusionne avec les anciens cantons de Rémuzat, Buis-les-Baronnies et Séderon.

## Composition
| Nom                      | Code Insee | Intercommunalité                     | Superficie (km2) | Population (dernière pop. légale) | Densité (hab./km2) |
| ------------------------ | ---------- | ------------------------------------ | ---------------- | --------------------------------- | ------------------ |
| Nyons (chef-lieu)        | 26220      | CC des Baronnies en Drôme provençale | 23,45            | 6 641 (2014)                      | 283                |
| Arpavon                  | 26013      | CC des Baronnies en Drôme provençale | 13,45            | 85 (2014)                         | 6,3                |
| Aubres                   | 26016      | CC des Baronnies en Drôme provençale | 20,27            | 412 (2014)                        | 20                 |
| Châteauneuf-de-Bordette  | 26082      | CC des Baronnies en Drôme provençale | 15,33            | 95 (2014)                         | 6,2                |
| Chaudebonne              | 26089      | CC des Baronnies en Drôme provençale | 20,77            | 54 (2014)                         | 2,6                |
| Condorcet                | 26103      | CC des Baronnies en Drôme provençale | 22,44            | 474 (2014)                        | 21                 |
| Curnier                  | 26112      | CC des Baronnies en Drôme provençale | 8,00             | 184 (2014)                        | 23                 |
| Eyroles                  | 26130      | CC des Baronnies en Drôme provençale | 8,75             | 30 (2014)                         | 3,4                |
| Les Pilles               | 26238      | CC des Baronnies en Drôme provençale | 5,84             | 248 (2014)                        | 42                 |
| Mirabel-aux-Baronnies    | 26182      | CC des Baronnies en Drôme provençale | 22,56            | 1 564 (2014)                      | 69                 |
| Montaulieu               | 26190      | CC des Baronnies en Drôme provençale | 13,05            | 81 (2014)                         | 6,2                |
| Piégon                   | 26233      | CC des Baronnies en Drôme provençale | 10,21            | 267 (2014)                        | 26                 |
| Saint-Ferréol-Trente-Pas | 26304      | CC des Baronnies en Drôme provençale | 21,48            | 225 (2014)                        | 10                 |
| Saint-Maurice-sur-Eygues | 26317      | CC des Baronnies en Drôme provençale | 8,82             | 744 (2014)                        | 84                 |
| Sainte-Jalle             | 26306      | CC des Baronnies en Drôme provençale | 18,16            | 296 (2014)                        | 16                 |
| Valouse                  | 26363      | CC des Baronnies en Drôme provençale | 6,33             | 34 (2014)                         | 5,4                |
| Venterol                 | 26367      | CC des Baronnies en Drôme provençale | 31,69            | 698 (2014)                        | 22                 |
| Vinsobres                | 26377      | CC des Baronnies en Drôme provençale | 35,42            | 1 181 (2014)                      | 33                 |

## Administration: conseillers généraux de 1833 à 2015
| Période | Période      | Identité                                            | Étiquette      | Qualité |
| ------- | ------------ | --------------------------------------------------- | -------------- | --- |
| 1833    | 1836         | Ferdinand Vigne                                     |                | Maire de Nyons (1830-1840, 1848-1860)                                                                               |
| 1836    | 1848         | Alphonse Marquis de Bonaud d'Archimbaud (1811-1865) |                | Propriétaire à Vinsobres                                                                                            |
| 1848    | 1867 (décès) | Joseph d'Ailhaud de Brisis                          | Légitimiste    | Médecin, éleveur de vers à soie, ancien juge de paix à Nyons Député (1834-1837) Président du Conseil général (1855) |
| 1867    | 1871         | Jean Henri Long                                     | Droite         | Médecin Maire de Nyons (1860-1866, 1873-1876 et 1877)                                                               |
| 1871    | 1875         | Camille Richard                                     | Républicain    | Maire de Nyons (1871-1873, 1876-1881)                                                                               |
| 1875    | 1880         | Jean Henri Long                                     | Droite         | Médecin Maire de Nyons (1860-1866, 1873-1876 et 1877)                                                               |
| 1880    | 1892         | Camille Richard                                     | Républicain    | Maire de Nyons (1876-1877 et 1877-1881)                                                                             |
| 1892    | 1898         | Jules Lisbonne                                      | Républicain    | Avocat Premier adjoint au maire de Nyons                                                                            |
| 1898    | 1901 (décès) | Paul Laurens                                        | Républicain    | Médecin, maire de Nyons (1881-1901) Sénateur (1893-1901)                                                            |
| 1902    | 1910         | Félix Jouet                                         | Républicain    | Maire de Nyons (1901-1908)                                                                                          |
| 1910    | 1912 (décès) | Michel Cotte                                        | Rad. dissident | Avoué à Nyons |
| 1912    | 1929         | Henry Rochier (beau-frère du précédent)             | Rad. dissident | Maire de Nyons (1912-1933)                                                                                          |
| 1929    | 1939 (décès) | Jules Bernard                                       | Rad.           | Médecin Maire de Nyons (1909-1912 et 1934-1939)                                                                     |
| 1939    | 1940         | Camille Bréchet                                     | Rad.           | Maire de Piégon, conseiller d'arrondissement                                                                        |
|         |              |                                                     |                | |
| 1942    | 1945         | Eugène Bonfils                                      |                | Maire de Nyons (1939-1944) Nommé conseiller départemental en 1942                                                   |
|         |              |                                                     |                | |
| 1945    | 1947 (décès) | Jean Chaix                                          | DVG            | Maire de Nyons (1944-1947)                                                                                          |
| 1947    | 1973         | Pierre Jullien                                      | SFIO puis PS   | Représentant en produits agricoles Maire de Nyons (1965-1977) Suppléant du député Maurice Pic (1958-1971)           |
| 1973    | 1979         | Jean Escoffier                                      | UDR puis RPR   | Ancien directeur des services de l'information du journal national télévisé Maire de Nyons (1977-1989)              |
| 1979    | 1992         | Jean Monpeyssen (1920-2020)                         | PS             | Assureur Maire de Nyons (1989-1995)                                                                                 |
| 1992    | 2004         | Michel Faure                                        | RPR puis UMP   | Kinésithérapeute Maire de Nyons de 1995 à 2001                                                                      |
| 2004    | 2015         | Pierre Combes                                       | PS             | Maire de Nyons depuis 2001 Vice-président du Conseil général (jusqu'en 2015)                                        |

## Conseillers d'arrondissement de 1833 à 1940
Le canton de Nyons avait trois conseillers d'arrondissement.
| Période                                  | Période | Identité                         | Étiquette                | Qualité |
| ---------------------------------------- | ------- | -------------------------------- | ------------------------ | --- |
| 1833                                     | 1839    | Louis Auguste Craponne-Duvillard |                          | Procureur du Roi à Nyons                                                                                    |
| 1833                                     | 1865    | M. Marié (de) Lacondamine        |                          | Négociant à Nyons                                                                                           |
| 1833                                     | 1836    | Joseph Blanc                     |                          | Maire de Saint-Maurice                                                                                      |
| 1836                                     | 1842    | Jean-Pierre Marguery             |                          | Avocat et propriétaire à Vinsobres                                                                          |
| 1839                                     | 1842    | Ferdinand Vigne                  |                          | Maire de Nyons (1830-1840)                                                                                  |
| 1842                                     | 1848    | Joseph d'Ailhaud de Brisis       | Légitimiste              | Médecin, éleveur de vers à soie, ancien juge de paix à Nyons Député (1834-1837)                             |
| 1842                                     | 1848    | M. Bertrand                      |                          | Négociant à Vinsobres                                                                                       |
| 1848                                     | 1855    | M. Autran                        |                          | Propriétaire à Vinsobres                                                                                    |
| 1848                                     | 1870    | Pierre Paul Ferdinand Brémond    |                          | Notaire aux Pilles                                                                                          |
| 1855                                     | 1870    | M. Auzias                        |                          | Propriétaire à Vinsobres                                                                                    |
| 1865                                     | 1870    | Charles Faure                    |                          | Maire de Nyons (1866-1869)                                                                                  |
| 1870                                     | 1877    | Xavier Barre                     |                          | Maire de Saint-Ferréol                                                                                      |
| 1870                                     | 1877    | François Monier                  |                          | Maire des Pilles                                                                                            |
| 1870                                     | 1877    | M. Vernet                        |                          | Maire de Vinsobres                                                                                          |
| 1877                                     | 1883    | Jean-Pierre Marcel               |                          | Maire de Mirabel                                                                                            |
| 1877                                     | 1883    | M. Vial                          |                          | Propriétaire et négociant aux Pilles                                                                        |
| 1877                                     | 1883    | Edouard Charras                  |                          | Négociant à Nyons                                                                                           |
| 1883                                     | 1889    | Xavier Barre                     |                          | Maire de Saint-Ferréol                                                                                      |
| 1883                                     | 1889    | François Monier                  |                          | Propriétaire aux Pilles                                                                                     |
| 1883                                     | 1901    | Césaire Labaume                  | Républicain              | Maire de Piégon                                                                                             |
| 1889                                     | 1895    | M. Constantin                    |                          | Propriétaire à Vinsobres                                                                                    |
| 1889                                     | 1904    | M. Ravoux                        | Républicain              | Propriétaire à Châteauneuf-de-Bordette                                                                      |
| 1895                                     | 1904    | Élie Sigaud                      | Républicain              | Maire de Vinsobres                                                                                          |
| 1901                                     | 1919    | Xavier-Victor Rastel             | Républicain              | Agriculteur, propriétaire aux Pilles                                                                        |
| 1904                                     | 1919    | Marc Frédéric Émile Mouton       | Républicain puis Radical | Maire de Vinsobres                                                                                          |
| 1904                                     | 1907    | Joseph Viarsac                   |                          | Agriculteur, propriétaire à Venterol                                                                        |
| 1907                                     | 1919    | Louis Roustan                    | Républicain puis Radical | Cultivateur, propriétaire, adjoint au maire de Piégon                                                       |
| 1919                                     | 1922    | J. Rastel                        | Radical                  | Maire d'Aubres                                                                                              |
| 1919                                     | 1925    | Gustave-César Flouret            |                          | Docteur en médecine, maire de Vinsobres                                                                     |
| 1919                                     | 1925    | Emile-Adrien Rigaud              |                          | Propriétaire-cultivateur, maire de Mirabel                                                                  |
| 1922                                     | 1940    | Jules-Henri Estève               | Radical                  | Agriculteur - Maire d'Aubres                                                                                |
| 1925                                     | 1939    | Camille Bréchet                  | Radical                  | Maire de Piégon                                                                                             |
| 1925                                     | 1937    | M. Mourier                       |                          | Maire de Venterol                                                                                           |
| 1937                                     | 1940    | M. Gleizes                       | Radical                  | |
| avr.1939                                 | 1940    | M. Bayet                         | PC-SFIC                  | |
| 1940                                     |         |                                  |                          | Les conseils d'arrondissement ont été suspendus par la loi du 12 octobre 1940 et n'ont jamais été réactivés |
| Les données manquantes sont à compléter. |         |                                  |                          | |

## Démographie
| 1962  | 1968  | 1975  | 1982   | 1990   | 1999   | 2006   | 2011   | 2012   |
| ----- | ----- | ----- | ------ | ------ | ------ | ------ | ------ | ------ |
| 8 193 | 8 997 | 9 691 | 10 788 | 11 807 | 12 592 | 13 295 | 13 357 | 13 212 |